# تئوفیل دلکسه

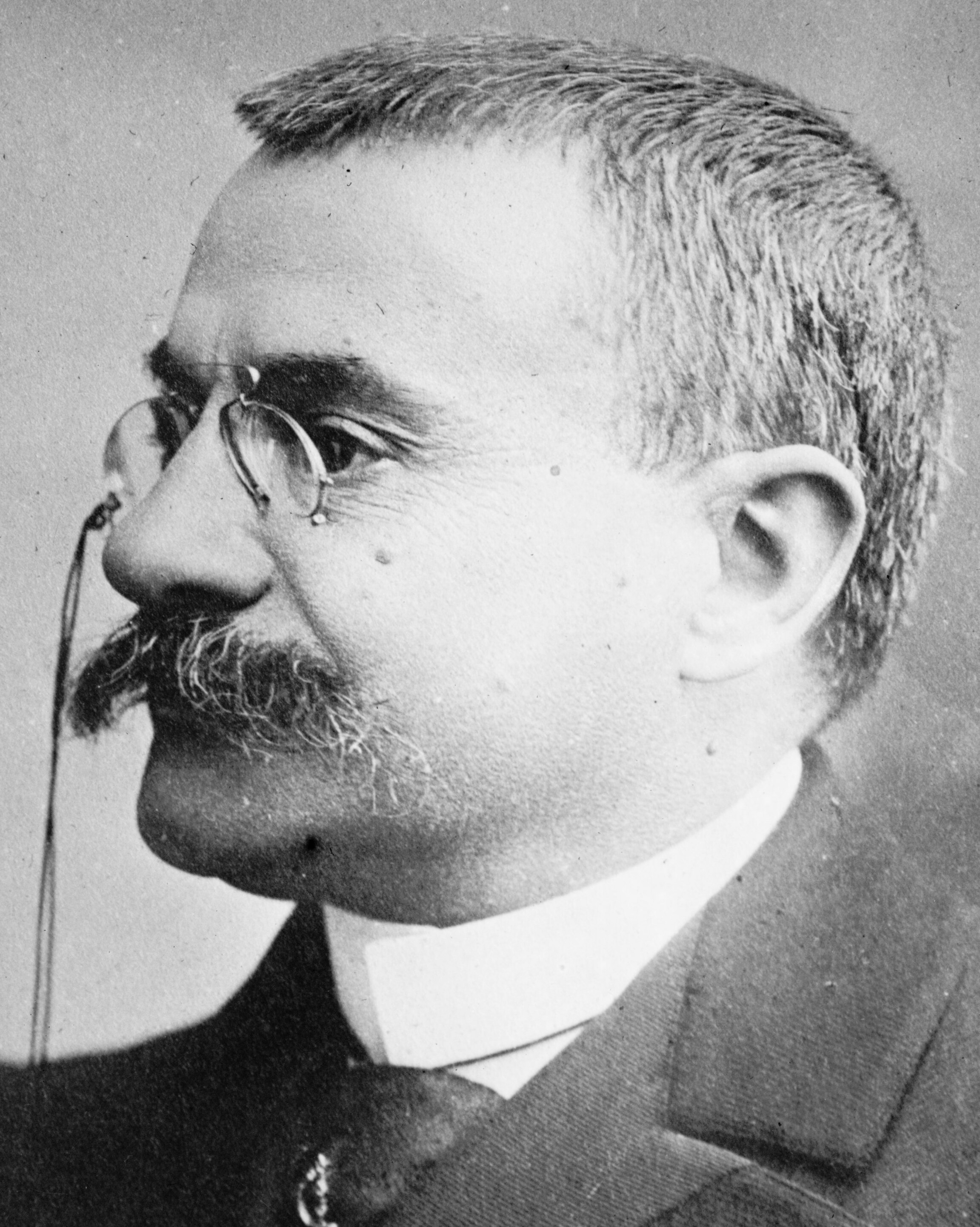
تئوفیل دلکسه

تئوفیل دلکسه (Théophile Delcassé) ( ۱ مارس ۱۸۵۲–۲۲ فوریه ۱۹۲۳) سیاستمدار و دیپلمات فرانسوی بود. او به عنوان وزیر خارجه جمهوری سوم فرانسه در تشکیل تفاهم سه‌گانه نقش کلیدی داشت.

## سیستم دلکسه
سیستم دیپلماسی دلکسه بر سه‌پایه استوار بود.
1. نزدیکی هر چه بیشتر به روسیه با توافق ۱۸۹۹
2. سست کردن پیوند ایتالیا و اتحاد مثلث با توافق محرمانه ۱۹۰۲
3. عقد قرارداد دوستی با بریتانیا به عنوان آنتانت کوردیال در ۱۹۰۴

دلکسه باور داشت تفاهم مثلث می‌تواند امنیت این کشور را با توازن قوا در برابر آلمان و سیستم اتحاد مثلث تأمین کند.

## بحران طنجه

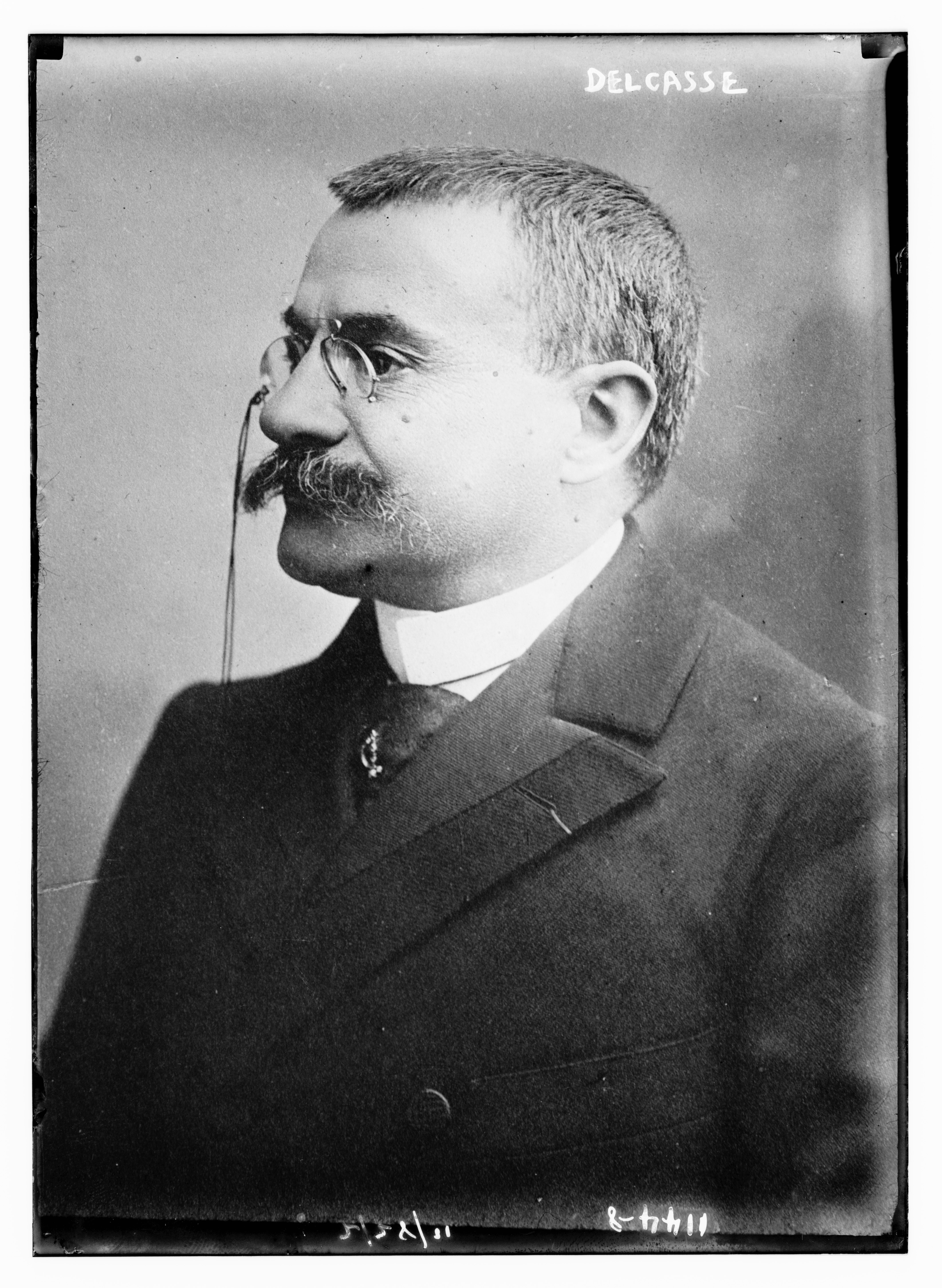
تئوفیل دلکسه

فرانسه که بر الجزایر و تونس تسلط یافته بود و مایل بود بر مراکش و اتیوپی نیز تسلط یابد در ژوئن ۱۹۰۴ وامی به سلطان مراکش داد و به موجب آن گمرک و واردات و صادرات این کشور را به زیر نفوذ خود درآورد. این در حالی بود که امپراتوری آلمان خواستار سیاست درهای باز در مراکش بود.
نخست وزیر فرانسه، موریس روور، که حاضر به جنگ با آلمان نبود، به شرکت در کنفرانسی که قیصر ویلهلم دوم تشکیل داده بود راضی شد. این امر باعث شد وزیر امور خارجه، دلکسه که می‌دانست دولتش از سیستم او حمایت نمی‌کند استعفا دهد.